# Simon Knéfacz
Simon Knéfacz, oder Simeon Knéfacz; (* 23. Februar 1752 als Mátyás Knéfacz in Devínska Nová Ves; † 3. August 1819 in Klingenbach) war ein burgenlandkroatischer Franziskaner und Schriftsteller.

## Leben
Verbreitet sind auch die Schreibweisen des Namens Knefacz, Kniefacz. Šimon oder Šimeon. Knéfacz wurde in Thebenneudorf bei Pressburg (ehemals Pozsony, heute Bratislava) geboren und lebte in Güssing, Parndorf und Klingenbach.
Knéfacz schrieb zwei Gebetbücher und ein Evangelistar. Seine Werke gelten als grundlegend für die burgenlandkroatische Schriftsprache. 

## Werke
- Lapat evangeliumszki (Evangelistar), 1798
- Marianszko czvéche (Blume der Madonna), 1803
- Vrata nebészka (Himmelstor), 1804